# Ohniváček modrolesklý
Ohniváček modrolesklý (Lycaena alciphron) je druh motýla z čeledi modráskovití vyskytujícího se od Maroka přes Evropu až po Sibiř a Altaj.

## Popis

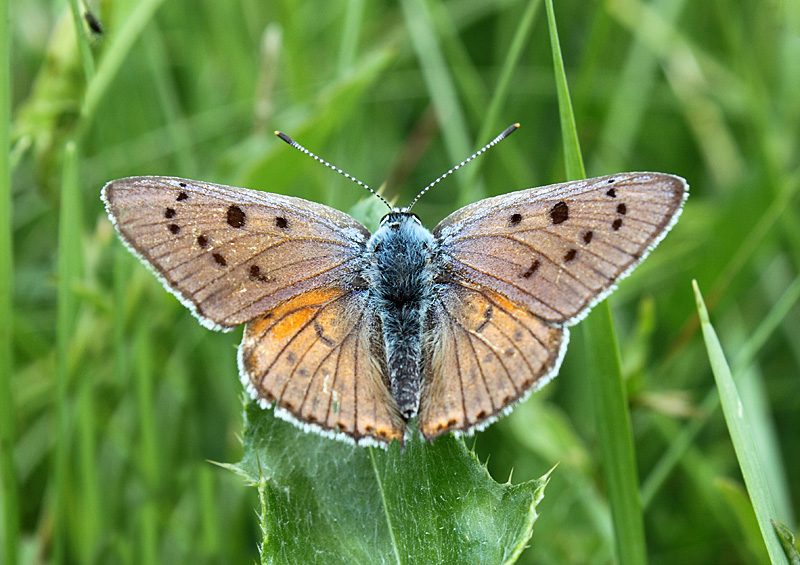
Svrchní strana křídel

Rozpětí křídel ohniváčka modrolesklého se pohybuje v rozmezí 34–38 mm. Horní strana křídel samců je oranžová s modrým leskem a malými tmavými skvrnami. U samic je horní strana křídel hnědá, opět s malými tmavými skvrnami, přičemž na okraji zadních křídel je oranžový pruh s řadou menších modrých skvrn. Křídla samců i samic mají bílý třásnitý lem. Spodní strana křídel je u obou pohlaví světle šedohnědá s větším počtem černých skvrn obklopených bílým okrajem. Na okraji zadních křídel se vyskytuje oranžový pruh.

## Výskyt
Ohniváček modrolesklý se vyskytuje od Maroka přes Evropu (ve Skandinávii a na Britských ostrovech zcela chybí) až po západ Sibiře a Altaj. Preferuje chladnější oblasti, létá tedy v podhůří a horách, kde vyhledává květnaté pastviny, v nížinách pak obývá lomy, náspy nebo vřesoviště. V ČR je rozšířen především v horských oblastech na hranicích, např. na Šumavě, v Krkonoších nebo v Beskydech. Housenky se živí na rostlinách z rodu šťovík. Je to jednogenerační motýl a létá většinou od června do července.

## Ohrožení
Ohniváček modrolesklý se v ČR řadí do kategorie „zranitelný“, v jižních Čechách dokonce „ohrožený“.

## Poddruhy
Ohniváček modrolesklý má více poddruhů, řadí se tam:
- Lycaena alciphron ssp. alciphron
- Lycaena alciphron ssp. fruginus
- Lycaena alciphron ssp. gaudeolus
- Lycaena alciphron ssp. gordius
- Lycaena alciphron ssp. melibaeus
- Lycaena alciphron ssp. veronicus